# 近藤和彦
近藤 和彦（こんどう かずひこ、 1936年3月2日 - 2002年6月10日）は、大阪府高槻市出身の元プロ野球選手（外野手、一塁手）・コーチ・監督、解説者。
「天秤打法」と呼ばれる独特の構えで打席に立つことで知られる。息子はフジ・メディア・テクノロジー専務取締役の近藤憲彦。

## 経歴

### プロ入りまで
高槻市立第一中学校で野球を始めるが、右膝に水が溜まる持病に悩まされていた。この膝を直そうと、近藤の母親は「面を打つときの前後運動が膝にいいだろう」と考え、和彦に剣道をやらせた。平安高校では「投手をやりたい」と監督に申し出たが、希望は叶えられず近藤は代打専門で3年間を過ごした。3年次の1953年に春の選抜へ控え選手として出場するが、出番は代打1打席のみに終わり、チームも2回戦で伏見高に敗退。
高校卒業後は1954年に明治大学政治学科へ一般入学で進学し、野球部に入部した時にもポジションを聞かれて、「代打専門で、ポジションはありません」と答えている。この時はまだ天秤打法ではなく、大下弘や、与那嶺要に憧れてバットを立てて構えていた。立大の長嶋茂雄らと同期となる。実績もないため当初は第二合宿所にも入れなかったが、夏の広島遠征で成果を出し、秋からは合宿所に入り土屋弘光と同部屋になった。東京六大学野球リーグでは、1年次の同年秋に代打でデビューすると藤田元司（慶大）の前に凡退するも、杉浦忠（立大）からは代打で適時三塁打を放つ。
1955年からレギュラーとなり、エース秋山登を擁し同年春季の優勝に貢献。同年の全日本大学野球選手権大会でも決勝で日大を破り優勝し、第2回アジア野球選手権大会日本代表（東京六大学選抜チーム）にも選出された。その後は早大・立大の後塵を拝し優勝から遠ざかるが、2年次の1955年春季、3年次の1956年春季、4年次の1957年春季リーグと3度のベストナインに輝いた。リーグ通算83試合出場、255打数66安打、打率.259、0本塁打、23打点。ベストナイン3回（一塁手1回、外野手2回）。

### 現役時代
1958年に大洋ホエールズへ入団。2月16日の鹿児島キャンプ初日に宿舎の錦港旅館で夜食を食べ終えると、大鏡の前で素振りを行った。そこに通りかかった青田昇が30秒ほど素振りを見てから「相撲とろうや」と持ちかけ、身長では近藤が15cmも上回っていたが青田の上手投げで近藤は投げ飛ばされた。青田は「大下は手首が無類に強かった、与那嶺もアメリカンフットボールをやっていたから、凄い筋力を持っていた。お前みたいな非力なやつがそんな構えじゃプロのボールに負けるぞ、もっと速い球をどう打つか工夫してみろよ」と指摘し、近藤はキャンプ初日に打撃フォームを否定されてしまった。左肘に痛みがあったこともあって近藤は打撃フォーム変更を模索し、斜めにしてみたり、立ててみたりしてるうちに、何気なくバットで剣道の面を打ってみたところ、近藤は「これだ!」と閃いた。面の素振りは両手を15cmほど離して構えるが、バットでもスムーズに行えた。次に近藤は「剣道の面は上下の素振りだ、これをどうしたら野球の地面に水平な素振りにするか?」と考え、両手を15cm離しながら、バットを横に寝かせて、頭上で軽く上下させてみると、楽にバットが振れたため、青田に否定されてから3日間で天秤打法は生まれた。
1年目の同年はシーズン序盤に一塁手、その後は中堅手、右翼手として起用される。7月からは3番打者に定着し、打率.270（13位）で自己最高の13本塁打を記録した。外野手としても10補殺を記録し、守備面でも貢献している。新人として申し分のない成績であったが、同期に二冠王の長嶋がいたため新人王を逃した。
1960年には同期の長嶋に次ぐリーグ2位の打率.316を残し、球団史上初のリーグ優勝に貢献。同年7月17日の巨人戦ダブルヘッダー第2試合（川崎）、大混戦のセ・リーグで首位戦線にとどまっていた大洋は、同15日から始まった巨人4連戦で3連敗を喫して後のない4戦目を迎えていた。試合は島田源太郎・秋山という両エースの奮闘もあって2-2で9回裏に入り、一死走者無しで打席に入った近藤は堀本律雄の内角ストレートを振り抜き、右翼席にサヨナラ本塁打を叩き込んだ。三原脩監督は「チームにとって最大のピンチを救った」と近藤を褒め称えたが、近藤は三原が退場となった31日の中日戦（川崎）でも大矢根博臣からサヨナラ安打を放っている。大毎との日本シリーズでも15打数6安打と活躍、日本一にも大きく寄与した。同年から1968年まで9年連続でオールスターゲーム出場を果たす。
1961年7月8日の阪神戦（川崎）でサイクル安打を記録。この試合では安打、二塁打、三塁打を放って迎えた第5打席に本間勝から本塁打を放ち、サイクル安打を達成した。自他ともに鈍足の選手であったと認めており、明大時代からのニックネームは「ドンコ」であった。最初は近藤を逆さから呼んだ「ウドンコ」であったが、近藤のあまりの足の遅さに、鈍行列車にかけて「ドンコ」になったほど足は遅かった近藤であったが、優れた走塁技術でそれをカバーし、1961年には35盗塁で盗塁王のタイトルを獲得。友人に「何の賞をもらったんだい?」と聞かれる度に「それが妙な話、盗塁王なんだ」と近藤は照れた。
1963年のオールスターでは7月22日の第1戦（後楽園）で、9回裏に稲尾和久からサヨナラ2点本塁打を放ちMVPに輝いた。オールスターでは初出場となった1960年7月27日の第3戦（後楽園）から、1964年7月20日の第1戦（川崎）まで9試合連続安打という記録も打ち立てた。これは2000年にイチローに抜かれるまで日本記録であった。打率リーグ2位を通算4回、打率3割を通算6回記録したものの、首位打者は一度も獲得できなかった。1960年、1961年と2年連続で首位打者争いで長嶋に敗れ、打率2位に甘んじた。1962年は長嶋の打率を越えたものの伏兵の森永勝也に敗れ、またしても2位と歴代唯一の3年連続打率2位を記録。さらに1967年には中日の中利夫、巨人の王貞治との熾烈な争いの末、最終戦の中日戦ダブルヘッダーで中と直接対決になり、2試合で中が8打数6安打、近藤が8打数1安打でまたも2位に終わった。優勝までの貧打線では3番打者として多く起用されたが、大洋打線が大型化し「メガトン打線」となると出塁率の高さから、攻撃的2番打者での起用が多くなった。
1966年5月10日の阪神戦（川崎）で一旦はサヨナラとなる本塁打を放つも、投球前にタイムがかかっていたため打ち直しとなり、ピッチャーゴロに終わった。この試合では3点をリードされて迎えた9回裏に伊藤勲の2ランを放って追い上げると、続く重松省三が左翼席に運んで同点に追い付いた。続く近藤和もジーン・バッキーから3者連続本塁打となる左翼ポール直撃のサヨナラ本塁打を放ち、大歓声の中ホームインしてベンチに帰ると新聞記者に囲まれてインタビューが始まった時、そこに三原がやってきて「和よ、やりなおしだ。」と言った。実は近藤が本塁打を打つ直前に右翼席の大洋ファンが空き瓶を投げ込んだためタイムがかかっており、近藤が打ち直した打球はピッチャーゴロに終わり、試合も負けてしまった。
1970年には守備に衰えが見られ、一塁手に専念する。
1971年には三塁手の松原誠が一塁に回ったことにより、出場機会が減少。
1973年に宮原秀明との交換トレードで近鉄バファローズに移籍するが、若手育成という球団の方針で二軍落ち。母校・明大の後輩である辻佳紀・一枝修平と共にトリオでプレーし、若手にバッティングを教えた。同年引退。

### 引退後
引退後は大洋の二軍打撃コーチ（1976年 - 1977年）・一軍作戦兼打撃コーチ（1982年）→一軍作戦総合コーチ（1983年 - 1984年）→一軍打撃コーチ（1985年 - 1986年）、1期目と2期目の合間を縫って、フジテレビ「ナイター中継/野球中継&プロ野球ニュース」・ニッポン放送「ショウアップナイター」解説者（1978年 - 1981年, 1987年 - 1988年）を務めた。1985年から1986年まで大洋の監督であった近藤貞雄に招聘されて日本ハムの一軍打撃コーチ（1989年 - 1990年）→二軍監督（1991年 - 1992年）→ヘッドコーチ（1993年 - 1994年）も務め、退団後はNHK-BS「メジャーリーグ中継」解説者、韓国プロ野球のハンファ・イーグルス打撃コーチ（1997年）も務めた。プロ野球マスターズリーグの発足に貢献したが、2002年6月10日午前3時55分、多臓器不全のため死去。66歳没。

## エピソード
- 長嶋は、近藤のことを「最も有力強力なライバルの一人」として高く評価している。1960年代の実績から、2000本安打はもとより終身打率3割も達成可能と期待されていたが、その後の衰えが早く、いずれの記録にも届かなかった。

- 近藤は通算1736安打を放ったが、内訳としては実に8割近くの1387安打が単打で、最多安打は1度だが最多単打はプロ野球史上歴代1位の8回獲得。1本のバットを折らずに4年間使ったことさえあったという。

- 近藤は外野を守ったが、試合中に外野から一塁に回されることもよくあった。そんなとき近藤は「グラブから、急にミットに変えると重く感じるんです」と言って外野グラブをファーストミットに変えることもなく一塁の守備ついた。プロ野球史上グラブでファーストを守ったのは近藤だけである。

- 近藤は引退の理由を聞かれた際に「涙なんですよ、投手の動作を20秒、25秒とまばたきしないで見ていると、涙で投手が見えなくなる。最後の一年は近鉄に移籍しましたが、そこで決めたんですね。」と答えており、絶頂期には90秒まばたきしないで耐えられたが、30秒耐えられなくなった時に、近藤は自らの老いを感じバットを置いた。

- タイトルこそ少ないものの、球団記録のベストナイン7回が示すように、その能力の高さは折紙付であり、最多安打、盗塁王、最高守備率2度と走・攻・守の全てに優れた職人であった。

## 詳細情報

### 年度別打撃成績
| 年 度      | 球 団      | 試 合 | 打 席 | 打 数 | 得 点 | 安 打 | 二 塁 打 | 三 塁 打 | 本 塁 打 | 塁 打 | 打 点 | 盗 塁 | 盗 塁 死 | 犠 打 | 犠 飛 | 四 球 | 敬 遠 | 死 球 | 三 振 | 併 殺 打 | 打 率 | 出 塁 率 | 長 打 率 | O P S |
| ---------- | ---------- | ----- | ----- | ----- | ----- | ----- | -------- | -------- | -------- | ----- | ----- | ----- | -------- | ----- | ----- | ----- | ----- | ----- | ----- | -------- | ----- | -------- | -------- | ----- |
| 1958       | 大洋       | 121   | 468   | 418   | 51    | 113   | 15       | 3        | 13       | 173   | 37    | 10    | 7        | 1     | 2     | 43    | 3     | 4     | 43    | 7        | .270  | .343     | .414     | .756  |
| 1959       | 大洋       | 110   | 447   | 409   | 45    | 114   | 17       | 4        | 8        | 163   | 22    | 6     | 6        | 3     | 1     | 31    | 1     | 3     | 37    | 7        | .279  | .333     | .399     | .732  |
| 1960       | 大洋       | 128   | 525   | 459   | 60    | 145   | 21       | 4        | 7        | 195   | 55    | 20    | 12       | 5     | 5     | 55    | 5     | 1     | 45    | 5        | .316  | .387     | .425     | .811  |
| 1961       | 大洋       | 130   | 555   | 475   | 72    | 150   | 21       | 3        | 11       | 210   | 48    | 35    | 10       | 5     | 0     | 74    | 3     | 1     | 50    | 6        | .316  | .409     | .442     | .851  |
| 1962       | 大洋       | 130   | 542   | 471   | 71    | 138   | 11       | 0        | 8        | 173   | 38    | 15    | 11       | 15    | 6     | 48    | 3     | 2     | 36    | 3        | .293  | .357     | .367     | .720  |
| 1963       | 大洋       | 139   | 583   | 485   | 62    | 148   | 10       | 1        | 7        | 181   | 42    | 19    | 5        | 9     | 8     | 77    | 9     | 4     | 34    | 5        | .305  | .399     | .373     | .772  |
| 1964       | 大洋       | 138   | 586   | 510   | 66    | 139   | 25       | 2        | 7        | 189   | 35    | 7     | 7        | 9     | 1     | 63    | 9     | 3     | 41    | 8        | .273  | .355     | .371     | .726  |
| 1965       | 大洋       | 134   | 561   | 493   | 75    | 152   | 24       | 0        | 9        | 203   | 33    | 15    | 13       | 9     | 4     | 54    | 7     | 1     | 51    | 7        | .308  | .375     | .412     | .787  |
| 1966       | 大洋       | 130   | 538   | 482   | 59    | 145   | 14       | 2        | 7        | 184   | 34    | 14    | 6        | 4     | 0     | 49    | 6     | 3     | 50    | 4        | .301  | .369     | .382     | .751  |
| 1967       | 大洋       | 119   | 483   | 422   | 62    | 138   | 18       | 0        | 7        | 177   | 33    | 6     | 8        | 16    | 3     | 37    | 0     | 5     | 54    | 4        | .327  | .385     | .419     | .805  |
| 1968       | 大洋       | 126   | 531   | 472   | 55    | 137   | 19       | 1        | 5        | 173   | 28    | 2     | 7        | 9     | 3     | 45    | 0     | 2     | 50    | 9        | .290  | .352     | .367     | .717  |
| 1969       | 大洋       | 122   | 503   | 444   | 44    | 106   | 12       | 0        | 9        | 145   | 29    | 5     | 2        | 6     | 2     | 48    | 1     | 3     | 66    | 9        | .239  | .316     | .327     | .642  |
| 1970       | 大洋       | 97    | 338   | 299   | 29    | 76    | 8        | 0        | 7        | 105   | 28    | 4     | 1        | 4     | 1     | 33    | 4     | 1     | 36    | 5        | .254  | .329     | .351     | .681  |
| 1971       | 大洋       | 67    | 158   | 137   | 9     | 19    | 2        | 0        | 3        | 30    | 12    | 0     | 0        | 2     | 1     | 17    | 1     | 1     | 15    | 3        | .139  | .237     | .219     | .456  |
| 1972       | 大洋       | 46    | 56    | 51    | 6     | 5     | 2        | 0        | 1        | 10    | 5     | 0     | 0        | 0     | 1     | 4     | 0     | 0     | 10    | 6        | .098  | .161     | .196     | .357  |
| 1973       | 近鉄       | 52    | 62    | 54    | 2     | 11    | 1        | 0        | 0        | 12    | 4     | 1     | 0        | 2     | 0     | 5     | 0     | 1     | 12    | 0        | .204  | .283     | .222     | .506  |
| 通算：16年 | 通算：16年 | 1789  | 6936  | 6081  | 768   | 1736  | 220      | 20       | 109      | 2323  | 483   | 159   | 95       | 99    | 38    | 683   | 52    | 35    | 630   | 88       | .285  | .359     | .382     | .741  |

- 各年度の太字はリーグ最高

### タイトル
- 盗塁王：1回 （1961年）
- 最多安打：1回 （1965年）※当時連盟表彰なし。

### 表彰
- ベストナイン：7回 （1960年 - 1965年、1967年）
- 日本シリーズ優秀選手賞：1回 （1960年）
- オールスターゲームMVP：1回 （1963年 第1戦）

### 記録
節目の記録
- 1000試合出場：1965年9月11日 ※史上104人目

その他の記録
- サイクル安打：1回 （1961年7月8日、対阪神タイガース戦、川崎球場） ※史上20人目
- オールスターゲーム出場：9回 （1960年 - 1968年）

### 背番号
- 26 （1958年 - 1973年）
- 73 （1976年 - 1977年、1982年 - 1986年）
- 81 （1989年 - 1994年）

## テレビドラマ
- 泣いてたまるか（TBS）第4話「オールセーフ」（1966年） - 本人 役